# Земляцтво Херсонщини
«Земляцтво Херсонщини» — міжнародна громадська організація. Дирекція земляцтва розташована у місті Києві.

## Історія
Херсонське земляцтво в м. Києві утворене 27 листопада 1997 року, реорганізовано в жовтні 2005 року в Міжнародну громадську організацію «Земляцтво Херсонщини».
Серед ініціаторів створення земляцтва були відомі в Україні особистості, такі як І. О. Мозговий, Д. Й. Проценко, В. І. Полонець, В. М. Тимошенко, І. О. Куркурін, М. М. Кушнеренко, С. В. Волошина, М. М. Всеволодов, К. С. Самойлик, А. П. Снігач та інші. Початково земляцтво об'єднувало 120 вихідців з Херсонщини.
На початку 2007 року у Колонній залі мерії м. Києва підписана Угода про співпрацю між Київською міською владою та земляцтвами областей України на 2007 — 2010 роки.
У 2009 «Земляцтво Херсонщини» об'єднує понад 700 індивідуальних та 50 колективних членів, які проживають в Україні та за її межами. У складі Земляцтва 5 народних депутатів України 6-го скликання, 7 Героїв Соціалістичної Праці, Радянського Союзу й України. Членами Земляцтва є 8 академіків, 25 професорів і доцентів, 12 докторів наук та 47 кандидатів наук, 38 заслужених працівників України.

## Діяльність
Напрямками діяльності Земляцтва є
- захист спільних інтересів,
- сприяння соціально-економічному розвитку Херсонської області,
- збагачення її історико-культурної спадщини,
- консолідація суспільства, поглиблення зв'язків між регіонами

Члени земляцтва беруть участь у підготовці та проведенні різних заходів у Херсонській області, м. Києві та інших місцях України та за її межами. Зокрема, — святкування річниці з дня заснування м. Херсона та утворення Херсонської області, святкування Дня Перемоги, а також ювілейних дат заснування заводів, навчальних закладів та інших підприємств Херсонської області.
Позитивно сприйняли херсонці забезпечення бібліотек загальноосвітніх шкіл довідково-біографічним виданням «Херсонщина нас єднає», видане земляцтвом, про видатних осіб Таврійського краю, відомих державних та громадських діячів.
У Херсонському державному аграрному університеті презентували книгу І. О. Мозгового «З людьми і для людей». У музеї університету створено експозицію, присвячену його життю, та встановлено меморіальну дошку.
У Москві та Херсоні проведено святкування з нагоди 85-річчя з дня народження уродженця Херсонщини, народного артиста СРСР, легенди кінематографії Євгена Семеновича Матвєєва, а у травні 2008 року у с. Виноградове Олешківського району Херсонської області, на його батьківщині, відкрита меморіальна дошка на Будинку культури ім. Матвєєва.
Земляцтво Херсонщини має свої представництва у містах Херсоні, Сімферополі (АР Крим), Москві (Росія), Нью-Йорку (США), Торонто (Канада).
29 січня 2008 року в Херсоні «Земляцтвом Херсонщини» і Херсонським Міжнародним університетом бізнесу і права проведений міжнародний рейтинговий конкурс «Відомі херсонці планети».
29 листопада 2008 року в Москві, у Культурному Центрі України по вул. Старий Арбат, відбулися звітно-виборчі збори Херсонського земляцтва «Таврія» у м. Москва. В роботі зборів взяла участь делегація МГО «Земляцтво Херсонщини» у складі: Снігач А. П., Тимошенко В. М., Микитин Я. І., Менисенко В. В.